# Penisola Arctowski
La penisola Arctowski è una penisola lunga circa 24 km e quasi completamente coperta dai ghiacci, situata nella parte occidentale della Terra di Graham, in Antartide. Sita in particolare sulla costa di Danco, la penisola divide la baia di Wilhelmina, a nord-est, dalla baia di Andvord, a sud-ovest, ed è sede di diversi ghiacciai, come l'Henryk, il Wheatstone e il Deville. Sulle coste della penisola si aprono poi diverse baie e cale, come la cale Beaupré, mentre il canale Errera la separa dall'isola De Rongé.

## Storia
La penisola fu scoperta nel corso della spedizione belga in Antartide, la prima spedizione invernale nell'Antartide, che fu effettuata fra il 1897 ed il 1899 e che fu comandata dal tenente Adrien de Gerlache. In seguito il comitato consultivo dei nomi antartici ha battezzato con il suo attuale nome la penisola in onore di Henryk Arctowski, geologo ed esploratore polacco che fu tra i partecipanti a quella spedizione.